# Lupinus mandonanus
Lupinus mandonanus är en ärtväxtart som beskrevs av Charles Piper Smith. Lupinus mandonanus ingår i släktet lupiner, och familjen ärtväxter. Inga underarter finns listade i Catalogue of Life.